# Гербурт, Николай
Николай Гербурт (пол. Mikołaj Herburt; ок. 1524 — 1593) — подольский воевода до 1589 года, воевода русский (1588—1593), подкоморий галицкий, каштелян перемышльский, староста тлумацкий и львовский (с 1572 года). Основатель местечка Фельштын на Подолье.

## Биография
Сын подкомория перемышльского Яна Гербурта из рода Гербуртов и Ядвиги из Розлова. Был ротмистром кавалерии, принимал участие в походах Сигизмунда II Августа на Валахию, Стефана Батория на Московское царство.
В 1574 году, будучи львовским старостой, закончил строительство Нижнего замка во Львове.
В 1584 году основал местечко Фельштын (теперь село Гвардейское) на Подолье, где построил деревянный оборонный замок. Название местечка происходит от названия местности, откуда происходил род Гербуртов — Фульштын в Моравии (Чехия). Местечко было заложено на месте уничтоженного татарами поселения Доброгоща. Гербурт исхлопотал у Стефана Батория Магдебургское право для Фельштына. Гербурт также построил костёл, который потом разрушили турки.

## Семья
- Мать — Ядвига, дочь Петра Чвала из Розлова.
- жена Катерина Коло Сапоровская герба Юноша, брак был бездетным. Овдовев, Катерина вышла замуж за хорунжего галицкого Павла Скотницкого и родила сына Яна Скотницкого.
- брат Ян Гербурт — писатель, историк, каштелян саноцкий
- брат Станислав Гербурт (<1524-1584) — каштелян львовский
- брат Валентий Гербурт (>1524-1593) — епископ перемышльский
- сестра Барбара Кмита.